# Estação Furnas
A Estação Furnas é uma das estações do Metrô do Distrito Federal, situada em Samambaia, entre a Estação Taguatinga Sul e a Estação Samambaia Sul. Administrada pela Companhia do Metropolitano do Distrito Federal, faz parte da Linha Laranja.
Foi inaugurada em 17 de agosto de 1998. Localiza-se na QR 122 Conjunto 10. Atende a região administrativa de Samambaia.
A estação recebeu esse nome por estar situada próxima a uma das subestações de Furnas, responsável por transmitir e distribuir energia elétrica por toda a região.